# INCJ
株式会社INCJ（アイエヌシイジェイ）は、日本の官民ファンドである。2009年に設立された株式会社産業革新機構の事業を承継し、2018年に新設分割により設立された。2025年3月末をもって新規投資を終了し、解散に向けた整理業務を行っている。代表取締役会長は志賀俊之、代表取締役社長は勝又幹英（いずれも2025年6月末退任）。
本社は東京都千代田区に所在している。産業競争力強化法に基づく政府出資法人であり、産業革新投資機構（JIC）の100%子会社である。

## 概要
株式会社産業革新投資機構の100%子会社。オープンイノベーションを通じて次世代の国富を担う産業を育成・創出することを基本理念としている。
事業は、前身の株式会社産業革新機構から事業継承し、産業革新機構が設置された根拠法である産業競争力強化法と同趣旨の枠組みのもとで運営されている。また、前身である産業革新機構が出資決定した案件は、株式会社INCJが支援を行っている。
2025年3月31日、INCJは活動を停止し同年6月以降解散予定。
法律で定められた15年間で114件の案件を実行し、2025年3月末時点で投資見合い元本1兆2823億円に対し、2兆3260億円を回収しており、累計1兆円超の利益を確保したが、後述の「ホームラン案件」とされるルネサスエレクトロニクスの株式売却益による寄与が大きい。

## 旧産業革新機構からの分割背景
旧産業革新機構の活動期限が近づいたことに加え、政府は官民ファンド再編の一環として、2018年に体制の見直しを実施した。新たに発足した産業革新投資機構（JIC）は長期的・戦略的な産業支援に特化し、INCJは既存投資案件の処理に特化するという役割分担が行われた。
また、旧機構に対しては「大企業救済型ファンド」との批判があったことから、政府は「新たな産業の創出」を目的とする方針を強調した。分割後も、政府によるガバナンスの在り方を巡っては議論が続いた。

## 主な出資案件
2009年から2020年までに累計144件の出資案件を手掛けたとされる。当初は中小型の技術系ベンチャーへの投資が中心であったが、全投資額の約半分は、ルネサスエレクトロニクス、ジャパンディスプレイ（JDI）、JOLEDの3案件に集中したとされている。

### ルネサスエレクトロニクス
2012年、日立製作所・三菱電機系の半導体企業であるルネサスエレクトロニクスが経営危機に陥った際、INCJは民間企業8社（トヨタ自動車、パナソニックなど）とともに総額1500億円の増資支援を実施した。INCJ単独では約1384億円を出資し、一時は株式の69％超を保有する筆頭株主となった。その後、ルネサスは業績の回復と複数の海外企業買収を経て株価が上昇し、INCJは2019年までに保有株式を市場で売却、約3000億円の売却益を得たとされる。この案件は、INCJにとって最大の成功例とされ、累計で1兆円超とされる利益の多くはルネサス案件によって生み出された。

### ジャパンディスプレイ
ジャパンディスプレイ（JDI）は、ソニー、東芝、日立の中小型液晶ディスプレイ事業を統合する形で2012年に設立された。INCJは当初2000億円を出資し、株式の約70％を保有していた。しかし、スマートフォン向け液晶需要の変動により、業績不振が続き、追加支援を余儀なくされた。2018年以降もINCJおよび関連子会社は、つなぎ融資やその他の金融支援を継続し、総支援額は4620億円に達した。一方、2023年3月時点における回収額は約3073億円にとどまり、多額の未回収債権および減損が発生した。2023年度には台湾企業などからの出資を受け入れた結果、INCJの持株比率は低下したものの、JDIの再建は完了しておらず、同案件は「最大の心残り」ともされている。

### JOLED
JOLEDは、2015年に設立された印刷方式有機ELパネルの開発企業であり、INCJ、JDI、ソニー、パナソニックの出資により発足した。INCJは約1400億円を投融資したが、パネルの量産化に失敗し、事業化に至らなかった。2023年にJOLEDは経営破綻し、INCJが出資した資金の大部分は回収不能となった。志賀俊之会長は、この案件について「民間であれば追加投資は行われなかったであろうが、官民ファンドとしての社会的責任から撤退できなかった」と述べており、資金配分の偏りが課題であったとの認識を示している。

## 出資案件
| 出資先 | 分野                                    | 公表日         | 出資額                                     | 国                                | 備考 | 注釈          |
| --- | --------------------------------------- | -------------- | ------------------------------------------ | --------------------------------- | --- | ------------- |
| クレハ・バッテリー・マテリアルズ・ジャパン                                                                                 | 素材・化学                              | 2012年7月31日  | 最大100億円                                | 日本                              | クレハと伊藤忠商事が共同出資するリチウムイオン電池材料メーカー。 | [ 12 ]        |
| 中山アモルファス | 素材・化学                              | 2012年11月30日 | 8億円                                      | 日本                              | 中山製鋼所のアモルファス金属事業を分離し設立。第三者割当増資を引き受け、出資。 | [ 13 ]        |
| アドバンスト・ソフトマテリアルズ                                                                                           | 素材・化学                              | 2013年2月1日   | 5億円                                      |                                   | 東京大学発の素材ベンチャー。高性能樹脂を用いて、擦り傷を自然修復する自動車塗料を開発している。第三者割当増資を引き受け、機構が34％を取得する。                                          | [ 14 ]        |
| ユニゼオ | 素材・化学                              | 2013年9月2日   | 6億円                                      |                                   | 排ガス処理の吸着剤などに活用できる天然鉱物「ゼオライト」の合成技術を持つ東大系ベンチャー。                                                                                              |               |
| ゼプター (Zeptor Corporation)                                                                                              | 素材・化学                              | 2013年9月13日  |                                            | アメリカ                          | |               |
| リファインバース | 素材・化学                              | 2014年1月14日  |                                            |                                   | |               |
| マテリアル・コンセプト | 素材・化学                              | 2014年3月6日   | 最大6億円                                  |                                   | 東北大学発の素材ベンチャー。銅ペーストの開発・製造・販売。 |               |
| Carter Holt Harvey Pulp & Paper Limited カーターホルトハーベイ・パルプ&ペーパーリミテッドグループ                          | 素材・化学                              | 2014年4月25日  |                                            | ニュージーランド ・オーストラリア | Rank Group Limitedが保有するCarter Holt Harvey Limitedのパルプ、板紙及びパッケージング事業会社とその関連企業。王子ホールディングスと共同で購入した。取得価格は1,037百万NZD（約923億円） | [ 15 ]        |
| ジャパンディスプレイ | 電子デバイス                            | 2011年8月31日  | 2,000億円 （同社株70％）                   |                                   | ソニー、東芝及び日立の中小型ディスプレイ事業（ソニーモバイルディスプレイ、東芝モバイルディスプレイ及び日立ディスプレイズ）を統合して設立した会社。                                      | [ 16 ]        |
| SCIVAX | 電子デバイス                            | 2014年9月22日  |                                            | 日本                              | |               |
| マイクロ波化学 | 素材・化学                              | 2014年6月2日   |                                            |                                   | |               |
| アルプス・グリーンデバイス                                                                                                 | 電子デバイス                            | 2010年3月31日  | 30億円 最大100億円                         |                                   | アルプス電気と共同出資し省エネルギー化を促す電子部品の製造会社。スマートグリッド用機器、EV、家電や情報機器に使用される。出資第1号。                                                     | [ 17 ] [ 18 ] |
| GENUSION | 電子デバイス                            | 2010年5月10日  | 最大26億円                                 |                                   | 半導体メモリー開発メーカー。 | [ 19 ]        |
| 日本インター | 電子デバイス                            | 2010年11月1日  |                                            |                                   | 旧日本インター整流器。京三製作所より株取得により親会社となる。上場会社としては異例の措置。                                                                                              |               |
| 中村超硬 | 電子デバイス                            | 2010年12月27日 | 12億4,500万円                              |                                   | 高性能部品の製造メーカー。 | [ 20 ]        |
| Nistica, Inc. | 電子デバイス                            | 2012年7月6日   |                                            |                                   | アメリカの波長選択スイッチメーカー。フジクラ・NTTエレクトロニクスと共に共同で出資。機構は株式の42％を取得。                                                                             | [ 21 ]        |
| セレブレクス | 電子デバイス                            | 2012年9月19日  | 3億円                                      |                                   | ディスプレイコントローラ用半導体の設計、開発、製造及び販売を行う企業。 | [ 22 ]        |
| Transphorm, Inc. | 電子デバイス                            | 2012年10月1日  | 2,500万ドル                                |                                   | アメリカのパワー半導体ベンチャー企業。機構の既存投資先の日本インターと共に総額3,000万ドル（約23億円）を出資。                                                                           | [ 23 ]        |
| ルネサスエレクトロニクス                                                                                                   | 電子デバイス                            | 2012年12月10日 | 1,383億5,000万円                           |                                   | トヨタ自動車・パナソニックなど民間8社と共に総額1,500億円を出資。産業革新機構の出資比率は69.16％となる。                                                                                 | [ 24 ]        |
| エクスビジョン | 電子デバイス                            | 2013年7月8日   | 最大1億8,000万円                           |                                   | 高速画像処理技術の開発型ベンチャー。 | [ 25 ]        |
| Trigence Semiconductor | 電子デバイス                            | 2014年2月27日  |                                            |                                   | | [ 26 ]        |
| QUADRAC | 電子デバイス                            | 2014年7月14日  |                                            |                                   | |               |
| JOLED | 電子デバイス                            | 2014年7月31日  | 約60億円                                   |                                   | ジャパンディスプレイ、ソニー、パナソニックと共同で設立した有機ELパネル開発会社。出資比率は75%                                                                                           | [ 27 ]        |
| JEOL RESONANCE | 産業機械                                | 2011年1月31日  | 約15億円 （同社株の50.1％）                |                                   | 日本電子の核磁気共鳴装置事業を分離して設立されたメーカー。 | [ 28 ]        |
| スキューズ | 産業機械                                | 2014年2月12日  |                                            |                                   | |               |
| NejiLaw | 産業機械                                | 2014年7月25日  |                                            |                                   | |               |
| スペクトロニクス | 産業機械                                | 2015年3月9日   |                                            |                                   | |               |
| ゼファー | エネルギー                              | 2010年5月6日   | 10億円                                     |                                   | 小型風力発電機メーカー。 | [ 29 ]        |
| エナックス | エネルギー                              | 2010年8月25日  | 約35億円                                   |                                   | リチウムイオン電池メーカー。 | [ 30 ]        |
| ランディス・ギア | エネルギー                              | 2011年7月25日  | 約6億8,000万ドル（約550億円） 同社株約40％ |                                   | 東芝が買収したスイスのスマートメーターメーカー。 | [ 31 ] [ 32 ] |
| スフェラーパワー | エネルギー                              | 2012年4月23日  | 5億円                                      |                                   | 日立ハイテクノロジーズと京都市のベンチャーである京セミ（現・京都セミコンダクター）がシースルー球状太陽電池を量産するために設立。革新機構の他、日立ハイテクが1億円を出資 。              | [ 33 ] [ 34 ] |
| Wireless Glue Networks Inc. （ワイヤレスグルーネットワークス）                                                             | エネルギー                              | 2013年2月21日  | 4.5百万ドル （約4億円）                    |                                   | アメリカのシリコンバレーのソフトウェア開発ベンチャー。東京電力系電力機器メーカーの東光電気などと共同で出資。                                                                            | [ 35 ]        |
| 衆智達国際集団 | 輸送・自動車                            | 2011年6月14日  | 約15億円 （同社株50％）                    |                                   | 中小の日系自動車部品メーカーが中国に設立した部品メーカー。 | [ 36 ]        |
| ユニキャリア | 輸送・自動車                            | 2011年11月29日 |                                            |                                   | 日立建機・日産自動車両社のフォークリフト子会社の中間持株会社。初代社長にユニデンの元社長・大森聡が就任。                                                                                | [ 37 ]        |
| 日興テキスタイル | 消費財・小売（含サービス）              | 2013年3月5日   | 30億円                                     |                                   | 羊毛や綿の糸のねじり具合を調整する独自の技術を持つ織物メーカー。第三者割当増資を引き受け、4割の株式を取得。機構が消費財メーカーに出資するのは初めて。                                   | [ 38 ]        |
| アパレルウェブ | 消費財・小売（含サービス）              | 2013年8月7日   | 最大3億円                                  |                                   | 洋服のインターネット販売を支援する企業。 | [ 39 ]        |
| アジアンベイシス | 消費財・小売（含サービス）              | 2013年8月7日   | 最大20億円                                 |                                   | アジア地域で書籍を中心としたEC事業を展開するために紀伊國屋書店・インフォシティの出資で設立された企業。                                                                                  | [ 40 ]        |
| ヨシムラ・フード・ホールディングス                                                                                         | 消費財・小売（含サービス）              | 2014年2月24日  |                                            |                                   | |               |
| オーマイグラス | 消費財・小売（含サービス）              | 2014年8月4日   |                                            |                                   | |               |
| LSIP | ライフサイエンス                        | 2010年8月6日   | 6億円 3年で最大10億円                      |                                   | 日本初の知的財産投資ファンド。 | [ 41 ]        |
| アネロファーマ・サイエンス                                                                                                 | ライフサイエンス                        | 2010年11月1日  | 約7億円                                    |                                   | 抗がん剤を開発する大学発ベンチャー。約7億円を出資。段階的に出資し最大約50億円を出資する予定。                                                                                           | [ 42 ]        |
| ファルマエイト | ライフサイエンス                        | 2011年11月9日  | 5億5,000万円                               |                                   | 認知症治療薬の創薬ベンチャー。開発初期段階に必要な資金。 |               |
| Orphan Disease Treatment Institute                                                                                         | ライフサイエンス                        | 2013年2月14日  | 最大16億5,000万円                          |                                   | シーズを用いたデュシェンヌ型筋ジストロフィー治療薬の開発を目的として第一三共などとの共同出資で設立。                                                                                    | [ 43 ]        |
| アクアセラピューティクス                                                                                                   | ライフサイエンス                        | 2013年4月11日  | 4億5,000万円                               |                                   | 次世代医薬品として期待される核酸医薬品を開発するベンチャー。この他、民間ファンド「ひびしんキャピタル」も2,000万円を出資する予定。                                                       | [ 44 ]        |
| PRISM Pharma | ライフサイエンス                        | 2013年5月27日  | 10億円                                     |                                   | 肝硬変などの新薬の開発を行っている製薬ベンチャー。この他、日本政策投資銀行系列のファンドなども5億円弱を出資する。                                                                       | [ 45 ]        |
| メガカリオン | ライフサイエンス                        | 2013年8月26日  | 10億円                                     |                                   | iPS細胞を用いて血小板製剤の量産技術を開発中の製薬ベンチャー。SMBCベンチャーキャピタル・みずほキャピタル・三菱UFJキャピタルと共に合計で11億6,000万円を出資。                             | [ 46 ]        |
| MedVenture Partners | ライフサイエンス                        | 2013年11月8日  |                                            |                                   | |               |
| Sunrise Healthcare Service                                                                                                 | ライフサイエンス                        | 2013年12月24日 |                                            |                                   | |               |
| NapaJen Pharma, Inc. | ライフサイエンス                        | 2014年2月3日   |                                            |                                   | |               |
| クリエイトワクチン | ライフサイエンス                        | 2014年5月22日  | 2億8,305万円                               |                                   | 大日本住友製薬と日本ビーシージー製造と共同で設立した企業。 | [ 47 ]        |
| WHILL Inc. | ライフサイエンス                        | 2014年9月3日   |                                            |                                   | |               |
| クオンタムバイオシステムズ                                                                                                 | ライフサイエンス                        | 2015年2月9日   |                                            |                                   | |               |
| KBI Biopharma Inc. | ライフサイエンス                        | 2015年2月26日  |                                            |                                   | |               |
| Miselu Inc． | IT・ビジネスサービス ・コンテンツ・知財 | 2011年7月21日  | 約600万ドル （約4億7,500万円）             |                                   | アメリカシリコンバレーのソーシャル楽器の開発ベンチャー。 | [ 48 ]        |
| All Nippon Entertainment Works                                                                                             | IT・ビジネスサービス ・コンテンツ・知財 | 2011年8月15日  | 最大60億円                                 |                                   | 日本のコンテンツ（ストーリー／キャラクター等）をリメイクし、グローバル市場をターゲットとしたエンタテインメント作品を企画開発する会社。                                                  | [ 49 ]        |
| 音声検索技術のインキュベーション                                                                                           | IT・ビジネスサービス ・コンテンツ・知財 | 2012年1月23日  | 6,000万円                                  |                                   | 独立行政法人産業技術総合研究所が開発した動画サイトで活用できる音声検索技術の事業化を行う。出資により特定目的会社を設立。                                                                | [ 50 ]        |
| 出版デジタル機構 | IT・ビジネスサービス ・コンテンツ・知財 | 2012年3月29日  | 最大150億円                                |                                   | 出版社などが設立した書籍の電子化や電子書籍の配信などの支援を行う企業。 | [ 51 ]        |
| グロザス | IT・ビジネスサービス ・コンテンツ・知財 | 2012年5月10日  | 12億円                                     |                                   | 日本のコンテンツのアジア輸出を支援を目的としてニフティと共同出資で設立。機構が6割、ニフティが4割を出資。                                                                                | [ 52 ]        |
| リプレックス | IT・ビジネスサービス ・コンテンツ・知財 | 2012年7月25日  | 約4億円                                    |                                   | 写真プラットフォームサービス開発ベンチャー。 | [ 53 ]        |
| Mido Holdings Ltd. | IT・ビジネスサービス ・コンテンツ・知財 | 2013年4月3日   | 最大12億円                                 |                                   | クラウドコンピューティング関連ベンチャー。 | [ 54 ]        |
| IP Bridge 及び当該会社が組成・運営する知財ファンド                                                                         | IT・ビジネスサービス ・コンテンツ・知財 | 2013年7月25日  | 9,000万円 27億5000万円                     |                                   | 特許を企業から安価で買い取り、利用を希望する国内のベンチャー企業などに貸し出す「知財ファンド」。機構の他、パナソニック・三井物産などが出資して設立。                                    | [ 56 ] [ 57 ] |
| スマートインサイト | IT・ビジネスサービス ・コンテンツ・知財 | 2013年10月7日  |                                            |                                   | |               |
| ロイヤルゲート | IT・ビジネスサービス ・コンテンツ・知財 | 2013年10月15日 |                                            |                                   | |               |
| コイニー | IT・ビジネスサービス ・コンテンツ・知財 | 2013年10月28日 |                                            |                                   | |               |
| シフトワン | IT・ビジネスサービス ・コンテンツ・知財 | 2014年2月20日  |                                            |                                   | |               |
| カスタマー・コミュニケーションズ                                                                                           | IT・ビジネスサービス ・コンテンツ・知財 | 5月16日        |                                            |                                   | |               |
| Sansan | IT・ビジネスサービス ・コンテンツ・知財 | 2014年5月19日  |                                            |                                   | |               |
| Cloudian Holdings Inc. | IT・ビジネスサービス ・コンテンツ・知財 | 7月8日         |                                            |                                   | |               |
| アグラ | IT・ビジネスサービス ・コンテンツ・知財 | 8月7日         |                                            |                                   | |               |
| K-engine | IT・ビジネスサービス ・コンテンツ・知財 | 9月8日         |                                            |                                   | |               |
| TRILITY | インフラ                                | 2010年5月11日  |                                            | オーストラリア                    | オーストラリアの水事業会社。三菱商事、日揮、比マニラ・ウォーターと共同で英ユナイテッド・ユーティリティーズから買収。旧称ユナイテッド・ユーティリティーズ・オーストラリア。              | [ 58 ] [ 59 ] |
| 国際原子力開発 | インフラ                                | 2010年10月15日 | 2,000万円 （同社株10％）                   |                                   | 原子力発電所新規導入国での原子力発電プロジェクトの提案・調査事業会社。 | [ 60 ]        |
| Aguas Nuevas アグアス・ヌエバス                                                                                            | インフラ                                | 2010年11月1日  | 約200億円 （同社株約50％）                 | チリ                              | チリの水事業会社。丸紅と共同でサンタンデール銀行から買収。 | [ 61 ]        |
| Peach Aviation | インフラ                                | 2011年3月31日  | 1,000万円 （同社株の33.3％）               |                                   | 旧A&Fアビエーション。全日本空輸と香港の投資会社が設立した日本初の格安航空会社（LCC）。                                                                                                  | [ 62 ]        |
| Seajacks International Ltd. シージャックス・インターナショナル                                                             | インフラ                                | 2012年3月19日  | 約350億円 （同社株の50％）                 | イギリス                          | イギリスの洋上風力発電所建設大手。丸紅と共同で米リバーストーン・ホールディングス（英語版）から買収。                                                                                    | [ 63 ]        |
| Solar Holding S.R.L. ソーラー・ホールディング                                                                              | インフラ                                | 2013年3月19日  |                                            | イタリア                          | イタリアの太陽光発電事業者。発行済み株式の85％を親会社のソーラーベンチャーズから約50億円で取得する。内訳は三菱商事が50％、機構が35％出資する。                                          | [ 64 ]        |
| JTOWER | インフラ                                | 2013年8月12日  | 最大9億円                                  |                                   | 商業施設やオフィスビル、マンションなどの屋内の通信環境を改善するインフラシェアリング事業者。JA三井リース・アイティーファームと共に第三者割当増資を引き受け出資。                        | [ 65 ]        |
| Administração e Gestão de Sistemas de Salubridade アドミニストラサォン・エ・ジェスタォン・デ・システマス・デ・サブリダーデ | インフラ                                | 2014年6月25日  |                                            | ポルトガル ・ブラジル             | ポルトガルとブラジルで上下水処理サービスを展開する企業。ポルトガルの水事業最大手。丸紅と共同で買収した。                                                                                | [ 66 ]        |
| BIC | インフラ                                | 2014年10月7日  |                                            |                                   | |               |
| UTEC3号投資事業有限責任組合                                                                                                | 戦略的LP投資                            | 2013年10月16日 |                                            |                                   | 東京大学エッジキャピタルと共同で設立するベンチャーファンド。資金の大半を出すが、投資先の選定は東大エッジに委ね、これをきっかけに、民間のベンチャーファンド市場を育成する方針。          | [ 67 ]        |
| グローバル・ブレイン５号投資事業有限責任組合                                                                               | 戦略的LP投資                            | 2013年11月22日 |                                            |                                   | |               |
| WiL Fund I, L.P. | 戦略的LP投資                            | 2014年1月8日   |                                            |                                   | |               |
| インキュベイトファンド3号投資事業有限責任組合                                                                              | 戦略的LP投資                            | 2015年1月5日   |                                            |                                   | |               |
| けいはんな学研都市ATRベンチャーNVCC投資事業有限責任組合                                                                    | 戦略的LP投資                            | 2015年2月23日  | 上限25億円                                 |                                   | ATRの技術シーズの事業化を目的とするファンド。NVCCを中心にオムロンベンチャーズ、京都銀行、KDDI、構造計画研究所、サンコール、新生銀行、住友電気工業などが出資。                           | [ 68 ]        |